# Roland-Benoît Delacombaz
Roland-Benoît Delacombaz, né en 1941  à Lausanne et mort le 8 mai 2008, est un relieur d'art et écrivain vaudois.

## Biographie
Roland-Benoît Delacombaz entreprend une formation de relieur d'art, activité qui l'amène à exposer ses travaux en Suisse et à l'étranger. 
Privé de ses deux jambes en 1997, il commence à écrire. Son premier récit Le Mal mauve se veut également un hommage à Charles Trenet, « qui le premier, osa associer les mots : Mal et Mauve, considérant cette teinte comme celle du spleen, de la nostalgie, ultime politesse de la mélancolie... »

## Sources
- « Roland-Benoît Delacombaz », sur la base de données des personnalités vaudoises sur la plateforme « Patrinum » de la Bibliothèque cantonale et universitaire de Lausanne.
- Hommages - Pour que son souvenir demeure: Roland, Benoît Delacombaz